# Paule Posenerová-Kriégerová
Paule Violette Posenerová-Kriégerová (18. dubna 1925 – 11. května 1996) byla francouzská egyptoložka. Mezi lety 1981 a 1989 působila jako ředitelka institutu Français d'archéologie orientale. Podílela se na vykopávkách u pyramidy faraona Raneferefa.
V roce 1960 se provdala za francouzského egyptologa Georgesa Posenera, který zemřel v roce 1988.